# Anton Kotonen

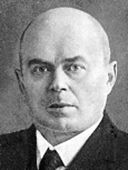
Anton Kotonen

Anton Kotonen, född 29 november 1876 i Vederlax, död 25 januari 1936 i Helsingfors, var en finländsk jurist och politiker (socialdemokrat). Han var opolitisk justitieminister i regeringen Mantere 1928–1929.
Kotonen tog hovrättsexamen 1902 och blev vicehäradshövding 1905. Åren 1906–1920 var han verksam som advokat. Kotonen var 1909–1914 ledamot av lantdagen, 1919–1921 av finländska riksdagen, 1921–1929 av lagberedningen och blev lagman 1929. Samma år blev han riksdagens sekreterare.

## Utmärkelser
- Kommendörstecknet av Finlands Vita Ros’ orden[1]

[Redigera Wikidata]